# Судино
Судино — деревня в сельском поселении Ишня Ростовского района Ярославской области России. Расположена в 197 км от Москвы, 59 км от Ярославля, 6 км от Ростова, 6 км от федеральной автотрассы М8 Москва — Архангельск (в частности, от европейского маршрута E 115) и в 8 км от ближайшей железнодорожной станции Ростов-Ярославский. Население Судино на 1 января 2010 г. составляет 550 чел.

## История
Церковь села Судино сооружена в 1839 году, усердием прихожан при содействии Ростовского купца и почетного гражданина Максима Михайловича Плешанова. Престолов в ней было два: Успенья Пресвятой Богородицы и Святой Великомученицы .
В 1859 году в деревне находились 13 дворов, в которых жили 85 человек (32 мужчины и 53 женщины).

## Население
| 1859 | 1914 | 2007 | 2010 |
| ---- | ---- | ---- | ---- |
| 85   | ↗100 | ↗645 | ↘550 |

## Инфраструктура
В селе имеются отделение почтовой связи, фельдшерско-акушерский пункт.

### Образование
В Судино расположена школа имени Евгения Родионова. Помимо обычных занятий, в школе сделан упор на военную подготовку. Учащиеся носят кадетскую форму. Имеется детский сад № 37.

### Транспорт
Автобусный маршрут №102 Ростов — Судино. Остановка «Поворот на Судино» на автодороге 78К-0003 «Ростов — Углич» обслуживаются машрутами №№102, 120 (Ростов — Борисоглебский), 120/233 (Ростов — Борисоглебский), 503 (Ярославль — Углич), 524 (Ярославль — Борисоглебский).